# Triclistus adustus
Triclistus adustus är en stekelart som beskrevs av Henry Keith Townes, Jr. 1959. Triclistus adustus ingår i släktet Triclistus och familjen brokparasitsteklar. Inga underarter finns listade i Catalogue of Life.